# Miguel Flaño
Miguel Flaño Bezunartea (Pamplona, 19 de agosto de 1984) é um futebolista espanhol que atua como zagueiro. Atualmente joga pelo Córdoba.

## Carreira
Miguel Flaño começou a carreira no Osasuna.